# Подойниковська сільська рада
Подо́йниковська сільська рада (рос. Подойниковский сельский совет) — сільське поселення у складі Панкрушихинського району Алтайського краю Росії.
Адміністративний центр — село Подойниково.

## Історія
2011 року була ліквідована Високогривинська сільська рада (села Висока Грива, Коньово), територія увійшла до складу Подойниковської сільради.

## Населення
Населення — 1791 особа (2019; 2040 в 2010, 2627 у 2002).

## Склад
До складу сільської ради входять:
| Населений пункт       | Населення, осіб (2002) | Населення, осіб (2010) |
| --------------------- | ---------------------- | ---------------------- |
| Висока Грива, село    | 733                    | 571                    |
| Коньово, село         | 245                    | 181                    |
| Первомайський, селище | 228                    | 86                     |
| Подойниково, село     | 1246                   | 1093                   |
| Світовська, селище    | 175                    | 109                    |